# Abbaye de Tulebras
L'abbaye de Tulebras (en espagnol : Real Monasterio de Santa María de la Caridad de Tulebras) est un monastère trappiste dans lequel la vie religieuse n'a pas été interrompue depuis 1157. Premier monastère cistercien féminin fondé en Espagne, il a été l'origine de nombreuses fondations dans la Péninsule Ibérique.

## Histoire
En 1147, à l'invitation du roi de Navarre García V, des moniales cisterciennes issues de l'abbaye de Fabas, dans le diocèse de Comminges, s'installent à Tudela. Il s'agit de la première fondation cistercienne en Espagne. Entre 1156 et 1157, les moniales s'installent à un nouvel emplacement, situé à onze kilomètres au sud de Tudela : un terrain fertile au bord de la rivière Queiles, à proximité de la frontière avec l'Aragon et la Castille. La construction du monastère actuel commence à cette époque, dans le style roman cistercien.
L'abbaye reçoit de nombreux dons et est en mesure de faire de nombreuses fondations au cours de la deuxième moitié du XIIe siècle : Perales (près de Palencia, 1160), Gradefes (près de León, 1169), Cañas (près de La Rioja, 1170), Vallbona (près de Lérida, 1173), Trasobares (près de Saragosse, 1182) et Las Huelgas (Burgos, 1187). Le roi de Castille Alphonse VIII place Perales, Gradeles et Cañas sous le contrôle de Las Huelgas, situé sur ses terres.
Situé à la frontière entre Castille, Aragon et Navarre au cours d'une période d'instabilité politique, le village qui s'était formé autour de l'abbaye est détruit en 1378 par les troupes castillanes. Au milieu du XVe siècle, la vie monastique se poursuit mais l'abbaye tombe en ruines. La noblesse locale contrôle la nomination des abbesses ; la situation ne revient à la normale qu'au milieu du XVIe siècle. Au cours de l'époque moderne, de nouvelles constructions ont lieu, des œuvres d'art sont commandées, mais l'abbaye reste loin de sa prospérité de la deuxième moitié du XIIe siècle et de la première moitié du XIIIe siècle, conservant toutefois une influence spirituelle et intellectuelle non négligeable. En 1835, elle survit au désamortissement de Mendizábal, mais ses archives sont transférées aux Archives générales de Navarre. En 1957, Tulebras rejoint l'Ordre cistercien de la stricte observance (Trappistes).
En 1990-1991, un groupe de moniales de Tulebras fonde le monastère Sainte-Marie de l'Espérance à Esmeraldas, en Équateur. Aujourd'hui, l'abbaye compte vingt-six moniales ; elles vivent de la vente de confiseries, de miel, de produits cosmétiques biologiques, ainsi que de travaux d'artisanat (encadrement).

## Architecture

### Église

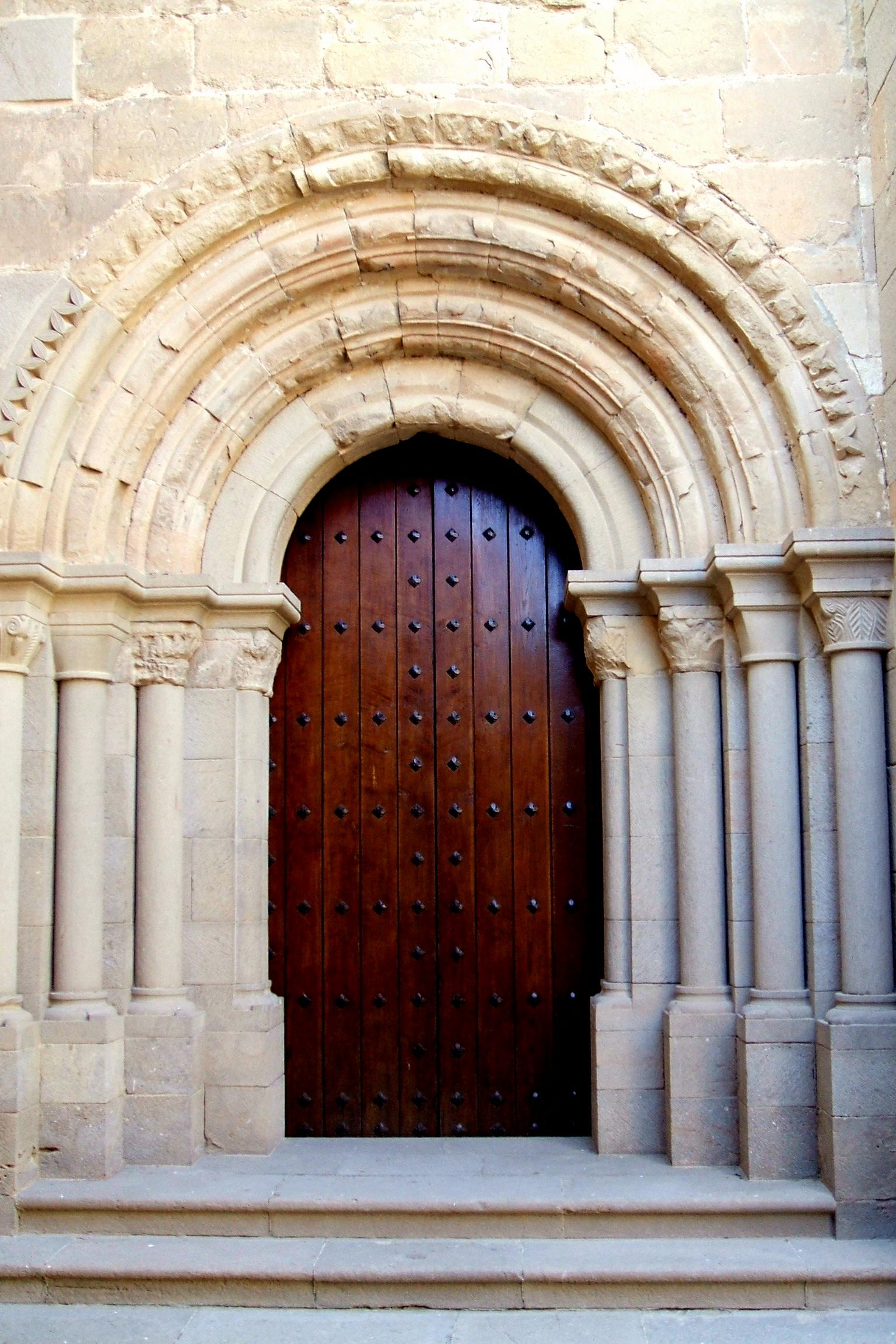
Portail nord de l'église (époque romane).

L'église, construite à la fin du XIIe siècle mais remaniée par la suite, présente un mur extérieur double. Du côté nord se trouve un portail roman, surmonté de trois archivoltes en plein cintre (l'archivolte extérieure étant ornée de motifs floraux), qui reposent sur des colonnes surmontées de chapiteaux décorés de motifs végétaux stylisés. L'arc intérieur de la porte repose sur des colonnes doubles similaires à celles sur lesquelles reposent les archivoltes ; cet élément remonte à la première phase de construction de l'église mais a été largement restauré depuis. 
Le plan de l'église est simple, avec une nef unique, dont l'axe n'est pas parfaitement droit. Comme d'ordinaire dans l'art roman cistercien, l'architecture est simple, dépouillée, sans beaucoup d'ornements. Les cinq travées sont délimitées par des pilastres, auxquels sont adossées des demi-colonnes suspendues ; celles de l'arc précédant le chevet sont complètes. Leurs chapiteaux, sont ornés de palmettes et de feuilles stylisées.
La voûte remonte au XVIe siècle, époque à laquelle elle a remplacé la voûte primitive, sans doute semi-circulaire, jalonnées d'arcs de section rectangulaire qui reposent sur des demi-colonnes (qui subsistent toujours). La voûte actuelle contraste avec les murs et l'abside semi-circulaire romane cistercienne : d'une part par son style Renaissance, encore marqué par le gothique tardif, avec des fleurons sur les clefs de voûte, ornés des armoiries du religieux cistercien Hernando de Aragón y de Gurrea, archevêque de Saragosse de 1539 à 1575 et vice-roi d'Aragon de 1566 à 1575 ; d'autre part par le matériau, une pierre d'un ton beaucoup plus clair. 
Dans le presbytère se trouvent un autel du XIIIe siècle, soutenu par cinq petites colonnes dont la base et les chapiteaux sont en formes de végétaux stylisés, et une effigie de la Vierge de la Charité, remontant au XIVe siècle. 

### Cloître

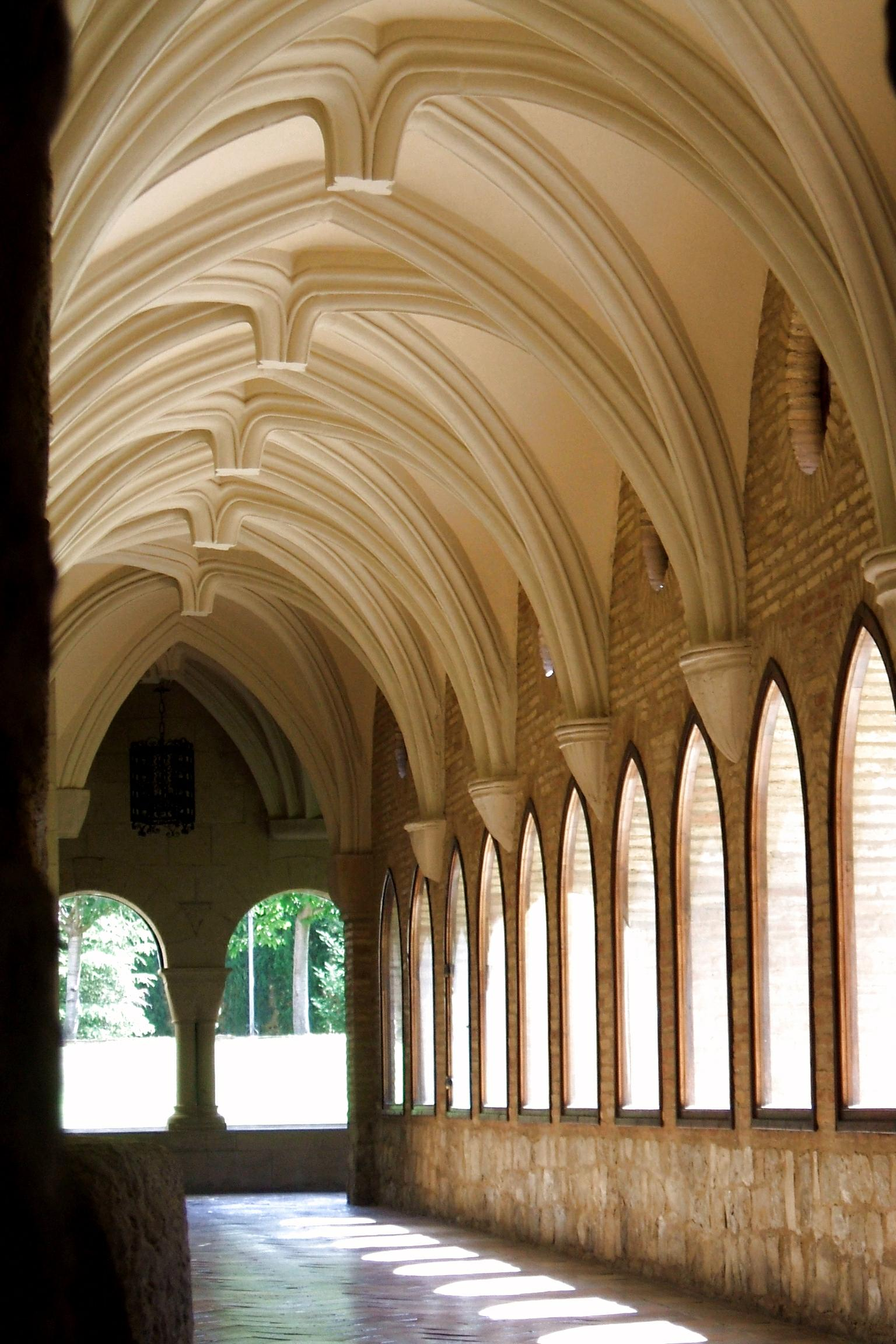
Une des galeries du cloître.

Le monastère a été construit sur un seul étage, probablement à l'époque romane, comme le montrent deux arcs qui apparaissent sur le mur est du cloître (aile capitulaire). Les galeries du cloître ont été construites en briques, avec des voûtes à croisée d'ogives aujourd'hui couvertes d'un enduit blanc. Les arcs extérieurs, mis au jour lors d'une restauration récente, sont d'inspiration mudéjare. 

### Palais abbatial
Le palais abbatial a été construit au XVIIIe siècle dans le style baroque, avec une façade en briques ; le balcon construit au XVIe siècle, d'où l'abbesse faisait part de ses décisions et recommandations aux autres religieuses. Des armoiries en albâtre se trouvent au-dessus de la porte principale. 

### Musée

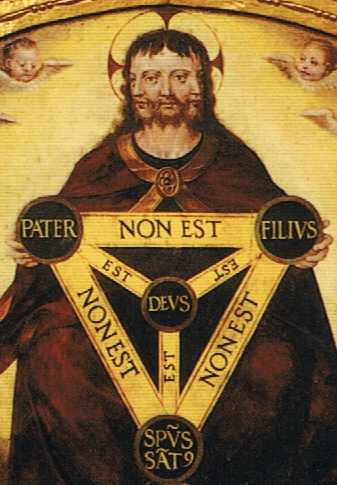
Jerónimo Cósida, La Trinité, panneau de retable, vers 1570.

Un musée présente la collection d'art sacré de l'abbaye : on peut notamment y voir trois retables baroques du XVIIe siècle, le retable de la Dormition de Jerónimo Cósida (peintre aragonais du XVIe siècle) et le célèbre panneau de la Trinité (qui faisait peut-être partie du retable de la Dormition), qui représente la Trinité comme une figure humaine dotée de trois visages semblables (inspirés de la représentation traditionnelle du Christ à l'époque), assise, tenant un diagramme triangulaire expliquant ce mystère de la foi chrétienne. Cette iconographie, jugée susceptible d'induire les fidèles en erreur, est interdite par le pape Urbain VIII en 1628, et le panneau est retiré de l'église à cette date.
Dans une tour romane sont exposés plusieurs chapiteaux romans, très sobres, conformément à l'esprit cistercien, et quatre stèles funéraires de forme discoïdale, dont une pré-romane (Xe ou XIe siècles), et trois autres plus tardives, toutes sculptées en bas-relief de motifs simples (croix de Malte, pétales de fleurs). 
Les collections du musée comprennent également de nombreux objets liturgiques (calices, encensoirs, chandeliers...) des XVIIe et XVIIIe siècles. 